# 플로렌스역
플로렌스역 (Florence Station)은 로스앤젤레스 군 광역철도의 파란선역 중 하나이다.
플로렌스 비법인 지역의 플로렌스 애비뉴(Florence Avenue) 교차로 인근에 있는 그레이엄 애비뉴(Graham Avenue)와 바로 연결되어 있으며, 섬식 승강장으로 구성되었다. 모든 메트로레일 역 중 너비면에서 가장 작은 역이다.
플로렌스 역은 100개의 주차 공간이 있는 파크 앤드 라이드 시설이 있다.

### 역 구조
| 승강장 | 파란선                          | ← 파이어스톤 역 Firestone Station ← 다운타운 롱비치 역행 (종착점행)   |
| 승강장 | 섬식 승강장, 왼쪽 출입문이 열림 |                                                                       |
| 승강장 | 파란선                          | → 슬로우슨 역 Slauson Station → 7th 스트리트/메트로센터 역행 (기점행) |

## 서비스

### 열차 운행 정보
파란선 운행 시간은 매일 오전 4시부터 오전 1시 까지이다.

### 연결 가능한 대중교통
- 메트로 로컬: 102, 110, 111, 611
- LADOT DASH: 체스터필드 스퀘어(Chesterfield Square)

## 인근 역세권
- 루스벨트 군 공원
- 헌팅턴 공원